# Structure of Intellect
Structure of Intellect ist eine 1967 veröffentlichte Theorie, die sich radikal gegen jegliche Hierarchie in der Strukturierung der Intelligenz stellt und vielmehr die Intelligenz als eine Zusammensetzung verschiedener „Cluster“ ansieht, die sich je aus drei Faktoren ergeben. Aufgrund der starken Kritik an diesem Modell überarbeitete Joy Paul Guilford 1982 sein Modell der Intelligenz und räumt einer gewissen Hierarchievorstellung Platz ein.

## Geschichte des Modells

### Entstehung (1967)
„Intelligenz ist zu kompliziert, um sie in wenigen mentalen Fähigkeiten oder in einem „g“-Factor zusammenzufassen.“ (Joy Paul Guilford)
Guilfords Intelligenzmodell von 1967 stellt eine radikale Abkehr von den zu seiner Zeit vorherrschenden hierarchischen Modellvorstellungen, wie z. B. dem Intelligenzmodell von R. B. Cattell, dar. Ermöglicht wird dies durch die orthogonale Rotation der Einzelfaktoren innerhalb der Faktorenanalyse, die das Auffinden eines allgemeinen, grundlegenden Intelligenzfaktors (g-Faktor) unmöglich macht. Guilford verwendet die Faktorenanalyse nicht im üblichen Sinne zum Auffinden einer Struktur der Intelligenz, sondern eher zur Überprüfung seiner Hypothese.
Das Modell postuliert einen dreidimensionalen Faktorraum der Intelligenz, der alle theoretisch möglichen Faktoren von Intelligenz enthält. Es sind 4x5x6 Kombinationen, also 120 voneinander unabhängige Faktoren (im Modell sogenannte „Cluster“), die sich je aus den drei Dimensionen, Inhalt (Input), Operation und Produkt (Output) zusammensetzen. Guilford klassifiziert die Intelligenz also in 120 gleichberechtigte und voneinander unabhängige Faktoren. Bereits Anfang der siebziger Jahre gelten hundert der 120 Einzelfaktoren als empirisch gesichert und es ist anzunehmen, dass noch mehr Einzelfaktoren existieren. In seiner Überarbeitung des Modells von 1982 spricht Guilford gar von 150 Faktoren (vgl. Abschnitt Revision (1977–1982)).

### Anwendungen (1971)
1971 schrieb Prof. Mary N. Meeker, eine Schülerin von Guilford, ihre Promotion über das SOI-Modell und seine Anwendbarkeit im schulischen Bereich von Kindern und Erwachsenen. In dessen Folge wurden zwei zentrale Aussagen gefasst: 1.) Intelligenz, auch ihre Teilfaktoren, kann durch einen Test eindeutig und wiederholbar bestimmt werden. 2.) Jeder dieser Teilfaktoren kann gefördert und damit durch spezielles Training bis zu einem gewissen Grad erhöht werden.
In der Folge entwickelte Mary N. Meeker einen bis heute eingesetzten Test und veröffentlichte vielseitige Lehrmaterialien zu dem Thema. Diese Materialien werden regelmäßig an Schulen in den USA u. a. für die Begabtenentdeckung und Begabtenförderung, sowie für Personalauswahlprozesse genutzt.

### Revision (1977–1982)
Als das „Structure of Intellect“–Modell 1967 publiziert wurde, sorgte es für helles Aufsehen, da es so vehement der hierarchischen Vorstellung von der Struktur der Intelligenz widersprach. Bereits Anfang der 70er Jahre, als man die meisten der 120 Faktoren empirisch sichern konnte, wurde ernsthafte Kritik laut. So schienen sich etwa 76 % der verschiedene Einzelfaktoren zu überlappen, da signifikant positive Korrelationen zwischen ihnen auftraten. Dies war natürlich inkompatibel mit einem Modell, welches die Unabhängigkeit und Gleichwertigkeit der Faktoren postulierte.
Guilford reagierte auf die Kritik und revidierte sein Modell, indem er 1977 zunächst den Inhalts-Faktor Figural in Auditiv und Visuell aufspaltete, so dass das Modell nun aus insgesamt 150 Einzelfaktoren bestand. Eine Annäherung an die hierarchischen Modelle erfolgte 1982, da die Überlappung einzelner Faktoren nur durch die hierarchische Einteilung in Faktoren verschiedener Ordnungsstufen erklärbar schien.
Die 150 Einzelfaktoren erster Ordnung bestehen jeweils aus drei Dimensionen (Inhalt, Operation, Produkt) und entsprechen den 150 Würfelclustern, z. B. das Gedächtnis für semantische Klassen. Die 85 Faktoren zweiter Ordnung bestehen nur noch aus zwei Dimensionen, entweder aus Inhalt/Operation, Inhalt/Produkt oder Operation/Produkt. Ein Beispiel für einen Faktor zweiter Ordnung ist das Gedächtnis für Klassen. Die 16 Faktoren dritter und höchster Ordnung bestehen jeweils nur noch aus einer Dimension, z. B. das Gedächtnis an sich.

## Aufbau des Modells
Bemerkenswert erscheint, dass sich die Aufteilung des Modells in die drei Dimensionen Inhalt, Operation, Produkt entfernt mit dem EVA-Prinzip der Informatik (Eingabe, Verarbeitung, Ausgabe) vergleichen lässt.

### Inhaltsseite (Input)
Die Dimension der Inhalte bezeichnet die breiten, substantiellen, grundlegenden Arten oder Bereiche von Information. Sie umfasst somit die Art der Materialdarbietung, z. B. die Darstellung einer Problemfrage in einem Intelligenztest. Die Inhaltsseite lässt sich ihrerseits nochmals in vier Bereiche mit unterschiedlicher Komplexität unterteilen:
Figural [F]: Die Information liegt in konkreter Form vor, d. h. so wie sie in der Vorstellung wahrgenommen wird. Es handelt sich dabei um die Figur-Grund-Darstellung.
Symbolisch [S]: bezeichnet das Vorliegen der Information in Form von Zeichen, die keinen Sinn in sich oder für sich allein haben, wie z. B. Zahlen, Buchstaben oder Musiknoten.
Semantisch [M]: Die Probleminformation liegt in Form von Begriffen oder geistigen Konstrukten vor, auf welche Wörter oft angewendet werden.
Verhalten [B]: ist der Sammelbegriff für alle nicht-verbalen und nicht-figuralen Informationen, die aber bei menschlichen Interaktionen auch eine Rolle spielen (Einstellungen, Bedürfnisse, Wünsche, Stimmungen, Gedanken usw.).
Die Messung der Unterschiede in der Inhaltsebene erfolgt häufig mittels Fragen, die z. B. begriffliche vs. perzeptuelle Beziehungen auslösen (verbal vs. figural).

### Operationen
Operationen sind die vermittelnden Prozesse zwischen der Stimulus- (Input) und der Response-Seite (Output). Die Verarbeitung von Inhalten erfolgt durch folgende unterschiedliche Operationen:
Kognition [C]: umfasst das schnelle Entdecken, die Bewusstheit, die Wiederentdeckung oder das Wiedererkennen von Informationen in verschiedenen Formen. Es ist also das Verständnis bzw. Begreifen.
Gedächtnis [M]: beschreibt die Fixierung der neugewonnenen Information im Speicher.
Konvergente Produktion [N]: ist die Entwicklung logischer Schlussfolgerungen aus gegebenen Informationen. Die Betonung liegt, im Gegensatz zur Divergenten Produktion, auf dem Erreichen der einzigen bzw. besten Lösung. Die gegebene Information determiniert das Ergebnis. Ein Beispiel sind Rechenaufgaben: 3+5= ?
Evaluation [E]: ist der Vergleich von Informationen mittels Urteilen, ob ein Kriterium erreicht ist: z. B. Korrektheit, Identität, Konsistenz einer Lösung.
Divergente Produktion [D]: beschreibt die Entwicklung logischer Alternativen aus gegebenen Informationen. Die Betonung liegt, im Gegensatz zur Konvergenten Produktion, auf der Verschiedenheit, der Menge und der Bedeutung der Ergebnisse aus der gleichen Quelle. Es gibt also mehr als genau eine richtige Lösung.

### Produktseite (Output)
Produkte sind die grundlegenden Formen, die die Informationen durch die Aktivität des Organismus (= Operation). annehmen. Sie sind äquivalent zu den Ergebnissen. Guilford unterscheidet in seinem Modell sechs Produktarten:
Einheiten [U]: bezeichnen relativ getrennte und voneinander abgegrenzte Teile oder „Brocken“ von Informationen, die „Dingcharakter“ haben. Dies ist ähnlich dem „Figur-auf-Grund“ -Konzept der Gestaltpsychologie.
Klassen [C]: sind Begriffe, die nach ihren gemeinsamen Merkmalen in einem Satz gruppiert werden.
Beziehungen [R]: sind sinnvolle Zusammenhänge zwischen Informationen, die sich auf Variablen oder Berührungspunkte anwenden lassen. Explizite Verbindungen lassen sich dabei eher definieren als implizite.
Systeme [S]: sind organisierte oder strukturierte Ansammlungen von Informationen sowie Komplexe zusammenhängender oder sich beeinflussender Teile.
Transformationen [T]: sind Veränderungen verschiedener Art (Umformungen, Redefinitionen, Übergänge und Wechsel) bei vorhandenen Informationen.
Implikationen [I]: sind beliebige Verbindungen zwischen Informationen, wie Kontiguität (d. h. raum-zeitliche Nähe zweier oder mehrerer Informationen), Folgerungen oder Zugehörigkeitsänderungen. Implikationen beschreiben also Informationen, die durch andere Informationen nahegelegt werden.

## Anwendung des Modells

### SOI-Test
Mary N. Meeker entwickelte im Rahmen ihrer Promotion und weiteren Arbeit mehrere Testverfahren, die auf SOI beruhen und unterschiedliche Fähigkeiten testen. Dazu gehören schulische Tests genauso wie solche zur Berufs- und Personalauswahl. Der SOI-LA-Test wird häufig als Alternative zum Stanford Binet und Wechsler Intelligence Scale for Children (WISC) gesehen. Bei Studenten und Personalrecruiter findet der SOI-CR-Test eine besondere Bekanntheit und Verwendung.

### SOI-Training
SOI-Lernmittel sind nützlich, wenn man Unterentwicklungen der frühen Kindheit feststellt. Grundlegende Schulaufgaben wie Sprachen, Bilder oder Arithmetik sind komplizierte Aufgaben, deren Anwendung mehrere Fähigkeiten erfordern. Weil es Kindern, die bei diesen Aufgaben durchfallen, häufig an den zugrunde liegenden Fähigkeiten mangelt, wird versucht, diese Kinder in diesen Fähigkeiten zu unterrichten. Einige Kinder, die nicht lesen können, können die zugrunde liegende intellektuelle Fähigkeit trotzdem erlernen, z. B. ein Wort (d. h. eine Reihe grafischer Abbildungen) mit seiner Bedeutung (d. h. einer semantischen Maßeinheit) zu verbinden. SOI-Training kann dabei helfen, die zugrunde liegenden intellektuellen Fähigkeiten der Beherrschung der Sprache und der Arithmetik zu entwickeln.
Mit Hilfe eines SOI-Testes werden die individuellen Probleme aufgedeckt. Im Anschluss werden gerichtete Aufgaben zugewiesen (wie Sprache, Bild oder Arithmetik) und so die Leistungsfähigkeit signifikant erhöht. Entsprechende SOI-Lehrplanmaterialien, die von bestimmten identifizierten Fähigkeiten ausgehen, geben Einzelpersonen die Möglichkeit, sich individuell zu verbessern.

## Bedeutung des Modells
Auch das revidierte Modell von 1982 kann die postulierte Unabhängigkeit der Einzelfaktoren nicht mit den empirischen Ergebnissen der signifikant positiven Korrelationen in befriedigendem Maße vereinbaren. Allgemein wird heute angenommen, dass das Modell immer noch zu viele Einzelfaktoren in sich vereinigt. Das Modell erklärt weiterhin nicht, wie die Einzelfaktoren zusammen wirken.
Methodologische Probleme betreffen vor allem die Tatsache, dass Guilford sein Modell auf der Grundlage von empirischen Ergebnissen aus Untersuchungen an US-Luftwaffenangehörigen der Santa Ana Army Air Base entwickelte. Eine Verallgemeinerung ist wegen der zu homogenen Stichprobe nur begrenzt zulässig.
Insgesamt spielt das Modell in der aktuellen Intelligenzforschung daher nur noch unter historischen Gesichtspunkten eine Rolle. Das große Verdienst von Guilfords Strukturmodells der Intelligenz besteht vor allem in der Anregung der Entwicklung neuer Aufgabentypen, wie sie heute nahezu in jedem Intelligenztest Verwendung finden. Weiterhin hat Guilford mit dem Faktor „divergentes Denken“ einen wichtigen Beitrag zur Kreativitätsforschung gelegt. Zudem bildete es die formale Grundlage für das von Adolf Otto Jäger 1984 entwickelte Berliner Intelligenzstrukturmodell (BIS).